# Another Lady Innocent
Front Innocent: Mou Hitotsu no Lady Innocent (яп. フロントイノセント ～もうひとつのレディイノセント～ Фуронто иносэнто Мо: хитоцу но рэди: иносэнто), или Another Lady Innocent (неоф. рус. «Другая невинная леди»), также просто Innocent — порнографическое аниме, снятое под руководством Сатоси Урусихары в 2004 году.
В 2005 году был издан артбук Урусихары «Графические работы из Front Innocent vol.1» (яп. ビジュアルワークス 〜フロントイノセントvol.1より〜 Бидзюару ва:кусу Фуронто иносэнто vol.1 ёри).

## История создания
Аниме Another Lady Innocent создано по мотивам иллюстрированной Урусихарой Drama CD «Lady Innocent», которая была издана в августе 2000 года японской компанией Kompas. Урусихара также выступил дизайнером персонажей аниме, поэтому оно выполнено в характерном для него визуальном стиле.
Another Lady Innocent выделяется качественной и детализированной анимацией, нехарактерной для данного жанра, и откровенными нецензурированными эротическими сценами. OVA состоит из двух серий, первая из которых озаглавлена как «нулевая серия». «Серия 1» заканчивается рекламным роликом «серии 2», которая не была снята.

## Сюжет
Сюжет в Another Lady Innocent практически отсутствует.
Действие происходит в период Гражданской войны в США. Главной героиней является молодая дочь фермера по имени Фэй (яп. フェイ), которая провела детство с братом Джоном (яп. ジョン Дзён) и служанкой Софией (яп. ソフィア Софиа), но была вынуждена оставить дом и отправиться к тётушкам получать образование. Фэй, Джон и София были близкими друзьями и общались на равных. Перед отъездом Фэй заставила Софию дать обещание, что та будет заботиться о Джоне и что настанет день, когда все трое снова смогут жить вместе.